# Вяткинский сельсовет (Курганская область)
Вя́ткинский сельсовет — упразднённые административно-территориальная единица и муниципальное образование со статусом сельского поселения в Каргапольском районе Курганской области Российской Федерации.
Административный центр — село Вяткино.
Законом Курганской области от 30.11.2021 № 136 был упразднён 17 декабря 2021 года в связи с преобразованием муниципального района в муниципальный округ.

## История
В соответствии с Законом Курганской области от 6 июля 2004 года № 419 сельсовет наделён статусом сельского поселения.

## Население
| 1989  | 2002  | 2010  | 2012  | 2013  | 2014  | 2015  |
| ----- | ----- | ----- | ----- | ----- | ----- | ----- |
| 1206  | ↘1202 | ↗1211 | ↗1239 | ↗1257 | ↘1233 | ↗1236 |
| 2016  | 2017  | 2018  | 2019  | 2020  |       |       |
| ↗1247 | ↘1238 | ↗1259 | ↗1261 | ↘1245 |       |       |

## Состав сельского поселения
| № | Населённый пункт | Тип населённого пункта       | Население |
| - | ---------------- | ---------------------------- | --------- |
| 1 | Володина         | деревня                      | ↗164      |
| 2 | Воронова         | деревня                      | ↗292      |
| 3 | Вяткино          | село, административный центр | ↗539      |
| 4 | Красный Бор      | посёлок                      | ↘11       |
| 5 | Шахматова        | деревня                      | ↘205      |